# Liste der Monuments historiques in Gurgy-le-Château
Die Liste der Monuments historiques in Gurgy-le-Château führt die Monuments historiques in der französischen Gemeinde Gurgy-le-Château auf.

## Liste der Immobilien
| Bezeichnung                  | Beschreibung            | Standort               | Kennzeichnung | Schutzstatus | Datum | Bild           |
| ---------------------------- | ----------------------- | ---------------------- | ------------- | ------------ | ----- | -------------- |
| Kirche Nativité-de-la-Vierge | aus dem 13. Jahrhundert | Rue de l’Eglise (Lage) | PA00112490    | Classé       | 1911  | weitere Bilder |